# Gotthard Friedrich Stender

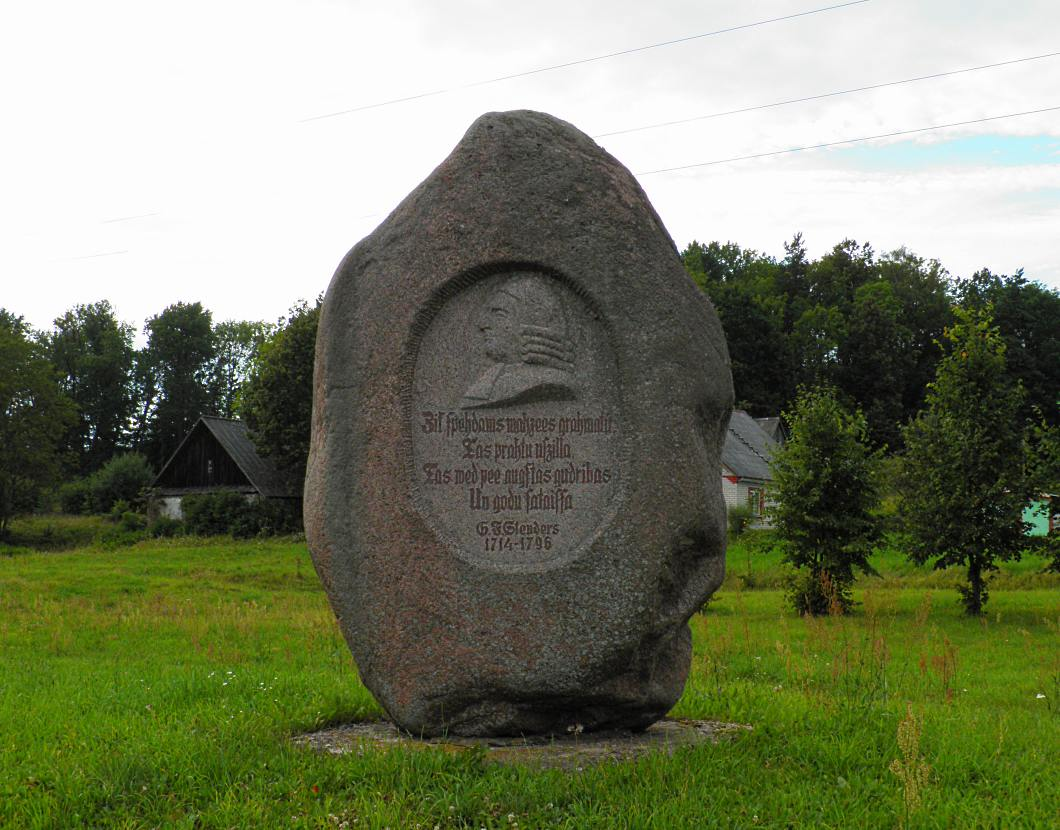
Monument en honor de Gotthard Friedrich Stender

Gotthard Friedrich Stender anomenat el «vell Stender» (letó: Vecais Stenders) va ser un pastor luterà germanobàltic al Ducat de Curlàndia i Semigàlia. És considerat com el fundador de la literatura secular de Letònia i entre les seves obres hi ha una gramàtica i un diccionari letó-alemany. També va treballar com a inventor.

## Vida literària
Fundador de la literatura secular de Letònia en el segle xviii. Stender en l'esperit de la Il·lustració va produir contes didàctics i poemes idíl·lics i la primera enciclopèdia popular sobre geologia, geografia, física i qüestions científiques de Letònia: Augstas gudrības grāmata no pasaules un dabas (‘Llibre d'Alta Saviesa del món i la natura’).
Va tenir un paper destacat en la història de la cultura de Letònia, va escriure poesia secular que va des d'odes filosòfiques a la grandesa de la natura de les cançons populars tradicionals, que van influir en el gust literari de la nació, i li van fer guanyar una gran popularitat. Les seves obres, encara que escrites principalment per a la gent del segle xviii van promoure l'ensenyament a les escoles letones al llarg de tot el segle xix. Stender junt amb Johann Gottfried Herder van ser els primers autors que van analitzar les cançons populars letones junt amb endevinalles, proverbis i refranys. Existeix un manuscrit sobre alquímia, una de les seves passions, el Clavis Magiae realitzat l'any 1794 pocs anys abans de la seva defunció.

## Obres
- Rāmas laiks pēc pērkona briesmas. Königsberg, 1753.
- Kurzemes jauna un pilnīga dziesmugrāmata [..] Jukuma Baumaņa redakcijā. Königsberg, 1754.
- Gedert Fridrik Stendera, Žeimes draudzes baznīcas kunga Svēti raksti, [..] Königsberg, 1756.
- Neue vollständigere lettische Grammatik, nebst einem hinlänglichen Lexico, wie auch einigen Gedichten, verfasset von Gotthard Friedrich Stender. Braunschweig, 1761.
- Schulzianum inveniendi maris longitudinem consilium. Traditium G.F.Stendero curono. Hafniae, 1764. Der Schultzische Vorschlag die Meereslaenge zu finden, verfasset von Gotthard Friedrich Stender aus Curland. Kopenhagen, 1764.
- Vom teutschen Accent, in dreien Hauptregeln, die keiner Ausnahme unterworfen. Schriften der deutschen Gesellschaft zu Göttingen. Göttingen, 1765
- Jaukas pasakas in stāsti, tiem latviešiem par gudru mācību sarakstīti no mācītāja Gedert Fridrik Stender. Jelgava, 1766.
- Gedanken ueber die Lavaterische Aussichten in die Ewigkeit. In Briefen an Se[inen] Hochwohlgeb[orenen] Herrn Landeshauptm[ann] von B[olschwing]. Riga, 1771.
- Wahrheit der Religion wider den Unglauben der Freigeister und Naturalisten. Jelgava, Aizpute, 1772.
- Augstas gudrības grāmata no pasaules un dabas. Sarakstīta no Sērpils un Sunākstes baznīckunga Stendera. Jelgava, Aizpute, 1774.
- Jaunas ziņģes pēc jaukām meldijām, par gudru izlustēšanu. Jelgava, Aizpute, 1774.
- Svētas gudrības grāmatiņa, sarakstīta no Sērpils un Sunākstes baznīckunga Stendera. Jelgava, Aizpute, 1774.
- Tās kristīgās mācības grāmata, tiem latviešiem par svētu izskaidrošanu sarakstīta no Sērpils un Sunākstes baznīckunga Stendera. Jelgava, Aizpute, 1776.
- Jauna ABC un lasīšanas mācība. Jelgava, 1782, (1787, 1797).
- Jauna gada vēlēšanas pēc ikkatra gribēšanas. Jelgava, 1782.
- Catechismus melicus Latinis christianorum scholis dicatus. Opera G.F.Stenderi praepos. Dioec. Selburg. Mitaviae, MDCCLXXXII.
- Jauna izskaidrota dziesmu grāmata, līdz ar svētām lūgšanām, tiem latviešiem par svētīšanu sarakstīta no Sēlpils un Sunākstes vecā baznīckunga Stendera. Jelgava, 1783, 1792.
- Mosaische Kosmogonie. Naturgemaesse Realuebersetzung der mosaischen Schoepfungsgeschichte und ihrer Perioden, mit Anmerkungen fuer denkende Leser. Mitauische Monatsschrift. 1784.
- Gedanken eines Greises ueber den nahen Zustand jenseit des Grabes. Mitau, 1786.
- An seine Kinder und Enkel, bei der nahen Trennung von seiner Tochter, von G.F.Stender. Mitau, 1787.
- Bildu Ābice. Jelgava, 1787.
- Lettische Uebersetzung der Empfindungen bei der Wiege der Erbprinzen von Kurland. Mitauische Zeitung, 1787.
- Elīzes divpadsmit svētas dziesmas, latviešu valodā pārtulkotas no tā vecā mācītāja Stendera. Jelgava, 1789.
- Ziņģu lustes. Otra daļa. Jelgava, 1789.
- Clavis magiae. Die geheime Naturweisheit vom Stein der Weisen, historisch, physisch und praktisch beleuchtet. Nebst einen hermetischen Lexiko und Anhang. Von Gottfried Spes. Moosbrunn, 1794.
- Der erhabene Lobesgang Gottes zur allgemeinen Gottesverehrung, als eine Beilage zu den philosophischen Gedanken. Mitau, 1796.
- Dieva lielums. Viena augsta dziesma no nelaiķa mīļa veca Stendera, kura starp viņa atlikušiem papīriem atrasta tapusi. Latviska gada grāmata, 1797.